# Nuno Almeida
Nuno Miguel Serrano Tavares Almeida (* 25. Juli 1975 in Vila Real de Santo António) ist ein portugiesischer Fußballschiedsrichter.

## Werdegang
Seit November 2002 leitet Almeida Ligaspiele in der portugiesischen Primeira Liga und hatte in dieser bislang bereits über 250 Einsätze. Zusätzlich leitet er Spiele in der Segunda Liga und der Taça de Portugal.
Almeida leitete mehrere Finalspiele im portugiesischen Vereinsfußball. Am 4. August 2019 pfiff Almeida den portugiesischen Supercup 2019 zwischen Benfica Lissabon und Sporting Lissabon (5:0). Am 23. Mai 2021 leitete Almeida das Finale des portugiesischen Fußballpokals 2020/21 zwischen Sporting Braga und Benfica Lissabon (2:0).
Almeida vertritt als Schiedsrichter den Fußballverband der Algarve. Hauptberuflich arbeitet Almeida als Rechtsanwalt.